# روبريخت 147
روبريخت 147 هي مجرة تتبع كوكبة الرامي. اكتشفها جون هيرشل في 27 يوليو 1830.

## روابط خارجية
- روبريخت 147 على موقع ويكي سكاي: DSS2, SDSS, GALEX, IRAS, Hydrogen α, X-Ray, Astrophoto, Sky Map, Articles and images